# Шнейдер, Борис Иванович
Борис Иванович Шнейдер (06.03.1908 — 08.02.1945)— советский военачальник, генерал-майор, участник Великой Отечественной войны. Член КПСС. Участник битвы за Ленинград.Член ВКПб.

## Биография
Борис Иванович Шнейдер родился 6 марта 1908 года в Тифлисе. Получил неполное среднее образование с школе и в течение трёх лет учился в техникуме. Служил на разных должностях. Поступил на службу в Рабоче-крестьянскую Красную Армию в 1930 году. В 1931 году участвовал в боях с басмачами. Окончил кавалерийское училище в 1932 году. Командовал кавалерийским подразделением, позже — штабом кавалерийского полка. В 1941 году стал выпускником Военной академии имени М. В. Фрунзе.
Участвовал в Великой Отечественной войне с 1941 года. Руководил штабом 46 танковой бригады. Во время боёв около города Тихвин скоординировал действия танков, пехоты и артиллерии, благодаря чему была захвачена деревня Горелуха.
В 1941—1942 годы руководил танковой дивизией, командовал 7 гвардейской танковой бригадой (1942—1944 годы). Принял участие в боевых действиях на Двинском направлении.
С июня 1944 года был командующим механизированными и бронетанковыми войсками РККА.
В 1944 году Совинформбюро отметило отвагу подразделений под руководством Шнейдера на Волховском фронте.
10 сентября 1943 года получил звание генерал-майора. Умер 8 февраля 1945 года от меокардита сердца.
Похоронен в Москве.

## Награды
- 3 ордена Красного Знамени(17.12.1941, 11.02.1942, 13.02.1944)[10].
- Орден Кутузова 2 степени (9.12.1944)[10].
- Орден Отечественной войны I степени (29.06.1945, посмертно)[11].
- Медаль «За боевые заслуги»(03.11.1944)[11].
- Медаль «За оборону Ленинграда» (22.12.1942)
- Медали[8].

## Память
- Его имя увековечено в Главном Храме Вооружённых сил России, и навсегда запечатлено на мемориале «Дорога памяти»
- На могиле установлен надгробный памятник